# Stuart Craig
OBE Norman Stuart Craig (Norwich, 14 aprile 1942) è uno scenografo britannico.
Ha vinto tre Oscar alla migliore scenografia: nel 1983 per Gandhi, nel 1989 per Le relazioni pericolose e nel 1997 per Il paziente inglese. Inoltre ha vinto due BAFTA alla migliore scenografia: nel 1980 per The Elephant Man e nel 2005 per Harry Potter e il calice di fuoco.

## Filmografia
- Quell'ultimo ponte (A Bridge Too Far), regia di Richard Attenborough (1977)
- The Elephant Man, regia di David Lynch (1980)
- Gandhi, regia di Richard Attenborough (1982)
- Greystoke - La leggenda di Tarzan, il signore delle scimmie (Greystoke - The Legend of Tarzan, Lord of the Apes), regia di Hugh Hudson (1984)
- Mission, regia di Roland Joffé (1986)
- Grido di libertà, regia di Richard Attenborough (1987)
- Le relazioni pericolose (Dangerous Laisons), regia di Stephen Frears (1988)
- Charlot, regia di Richard Attenborough (1992)
- Viaggio in Inghilterra (Shadowlands), regia di Richard Attenborough (1993)
- Amare per sempre (In Love and War), regia di Richard Attenborough (1996)
- Notting Hill, regia di Roger Michell (1999)
- La leggenda di Bagger Vance, regia di Robert Redford (2000)
- Harry Potter e la pietra filosofale, regia di Chris Columbus (2001)
- Mistero alle Bermuda, regia di Lewis Teague (2001)
- Harry Potter e la camera dei segreti, regia di Chris Columbus (2002)
- Harry Potter e il prigioniero di Azkaban, regia di Alfonso Cuarón (2004)
- Harry Potter e il calice di fuoco, regia di Mike Newell (2005)
- Harry Potter e l'Ordine della Fenice, regia di David Yates (2007)
- Harry Potter e il principe mezzosangue, regia di David Yates (2009)
- Harry Potter e i Doni della Morte - Parte 1, regia di David Yates (2010)
- Harry Potter e i Doni della Morte - Parte 2, regia di David Yates (2011)
- Gambit - Una truffa a regola d'arte (Gambit), regia di Michael Hoffman (2012)
- The Legend of Tarzan, regia di David Yates (2016)
- Animali fantastici e dove trovarli (Fantastic Beasts and Where to Find Them), regia di David Yates (2016)
- Animali fantastici - I crimini di Grindelwald (Fantastic Beasts: The Crimes of Grindelwald), regia di David Yates (2018)
- Animali fantastici - I segreti di Silente (Fantastic Beasts: The Secrets of Dumbledore), regia di David Yates (2022)